# Okręg jablanicki
Okręg jablanicki (serb. Jablanički okrug / Јабланички округ, Jablanica) – okręg w południowo-wschodniej Serbii, w regionie Serbia Centralna.

## Podział administracyjny
Okręg dzieli się na następujące jednostki:
- miasto Leskovac
- gmina Bojnik
- gmina Crna Trava
- gmina Lebane
- gmina Medveđa
- gmina Vlasotince

## Demografia
- Serbowie – 225 092 (88,27%)
- Albańczycy – 2 841 (1,14%)
- Czarnogórcy – 725 (0,28%)
- Macedończycy – 326 (0,13%)
- Jugosłowianie – 147 (0,06%)
- Bułgarzy – 109 (0,04%)
- pozostali – 56 (0,02%)